# Ga Hải Vân Bắc
Ga Hải Vân Bắc là một nhà ga xe lửa tại thị trấn Lăng Cô, huyện Phú Lộc, thành phố Huế. Nhà ga là một điểm trên tuyến đường sắt Bắc Nam tiếp nối sau ga Lăng Cô và trước ga Hải Vân (thành phố Đà Nẵng). Lý trình ga: Km 760 + 680.